# Diario Concepción

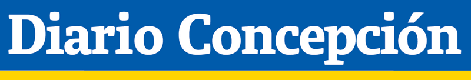
Logotipo del diario hasta 2012.

Diario Concepción es un periódico digital perteneciente al grupo de Medios de Comunicación de la Universidad de Concepción.

## Historia
Fue fundado el 20 de mayo de 2008 con el nombre "El Diario de Concepción", luego de un acuerdo entre Copesa con el Holding Octava Comunicaciones S.A. perteneciente a la Universidad de Concepción. Se trata de una iniciativa para dar a los ciudadanos de esa zona y del país la posibilidad de acercarse a una pluralidad de voces y ejercer de manera categórica su derecho a la información.
El 11 de marzo de 2012 realizó un rediseño de su marca y su formato, pasando a llamarse "Diario Concepción" y modificando su logotipo.
El 23 de marzo de 2021, Copesa acordó vender el 50 por ciento del diario a la Universidad de Concepción, con lo cual pasó a formar parte de Medios UdeC.
Se puede acceder a Diario Concepción a través de su página web diarioconcepcion.cl y por medio de sus redes sociales en Facebook, Instagram y "X". 